# Alem (village)
Pour les articles homonymes, voir Alem.
Alem est un village néerlandais de la commune de Maasdriel, situé dans la province de Gueldre.

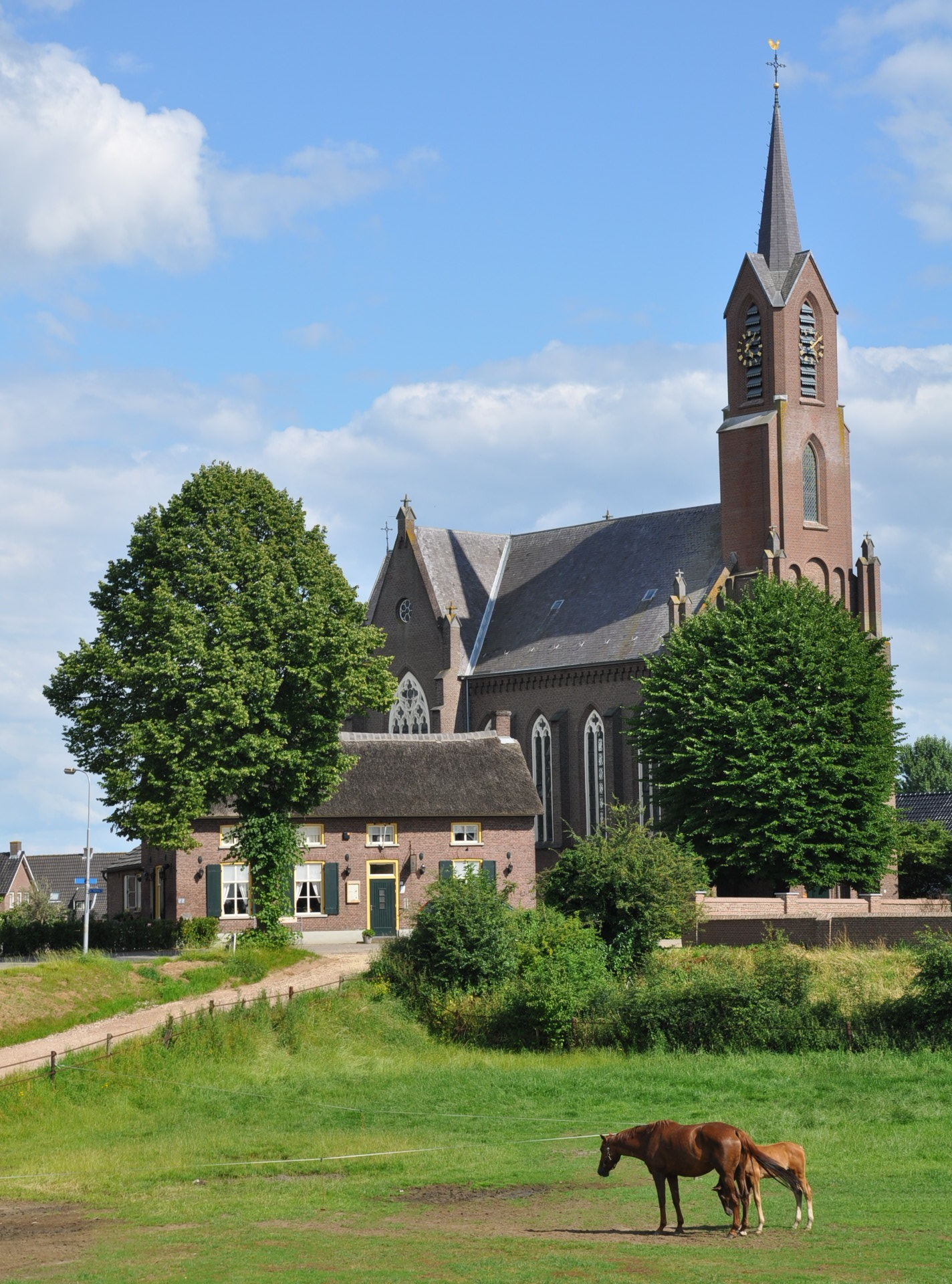
Vue sur Alem, église Saint-Hubert

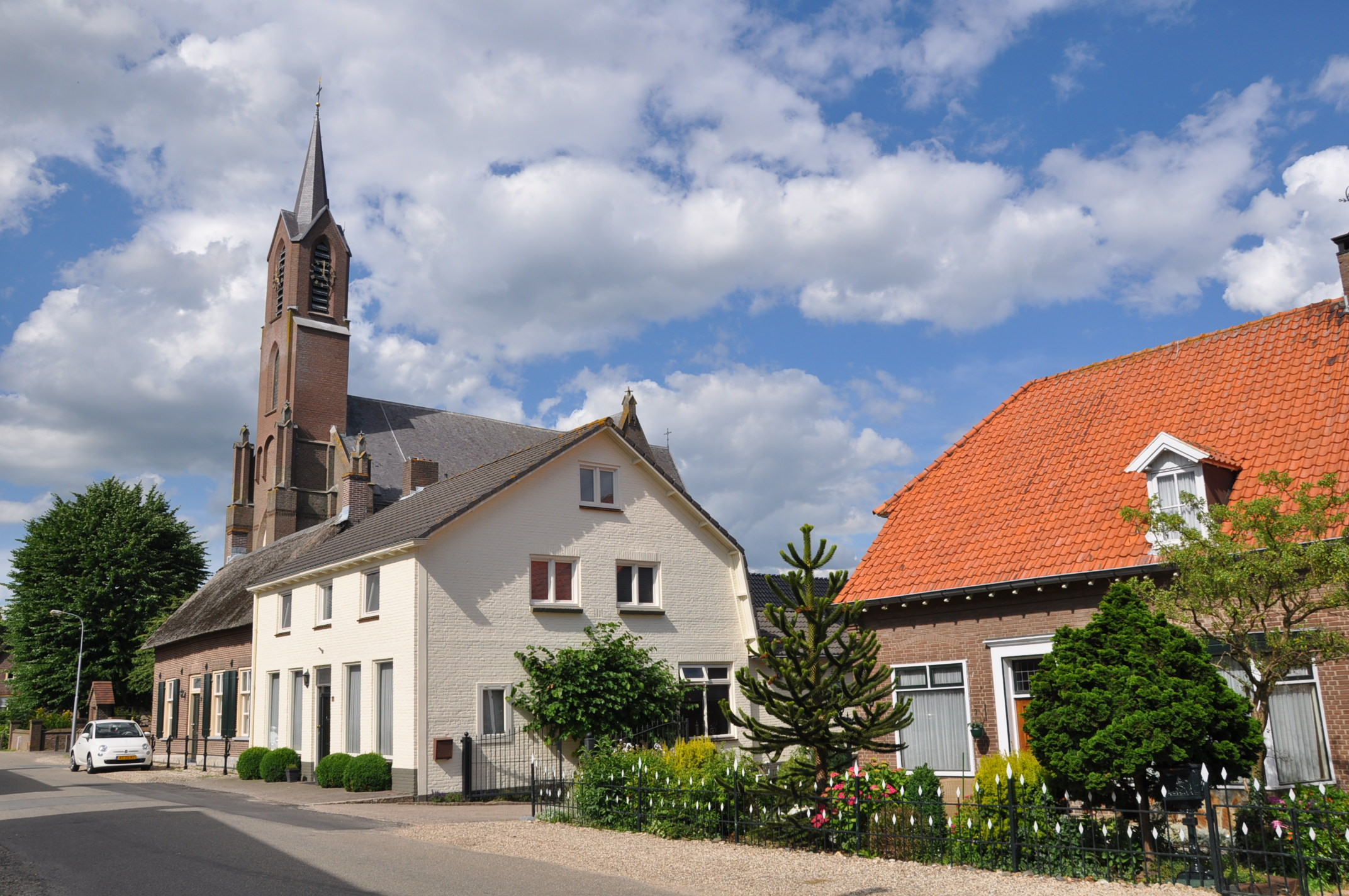
Rue principale

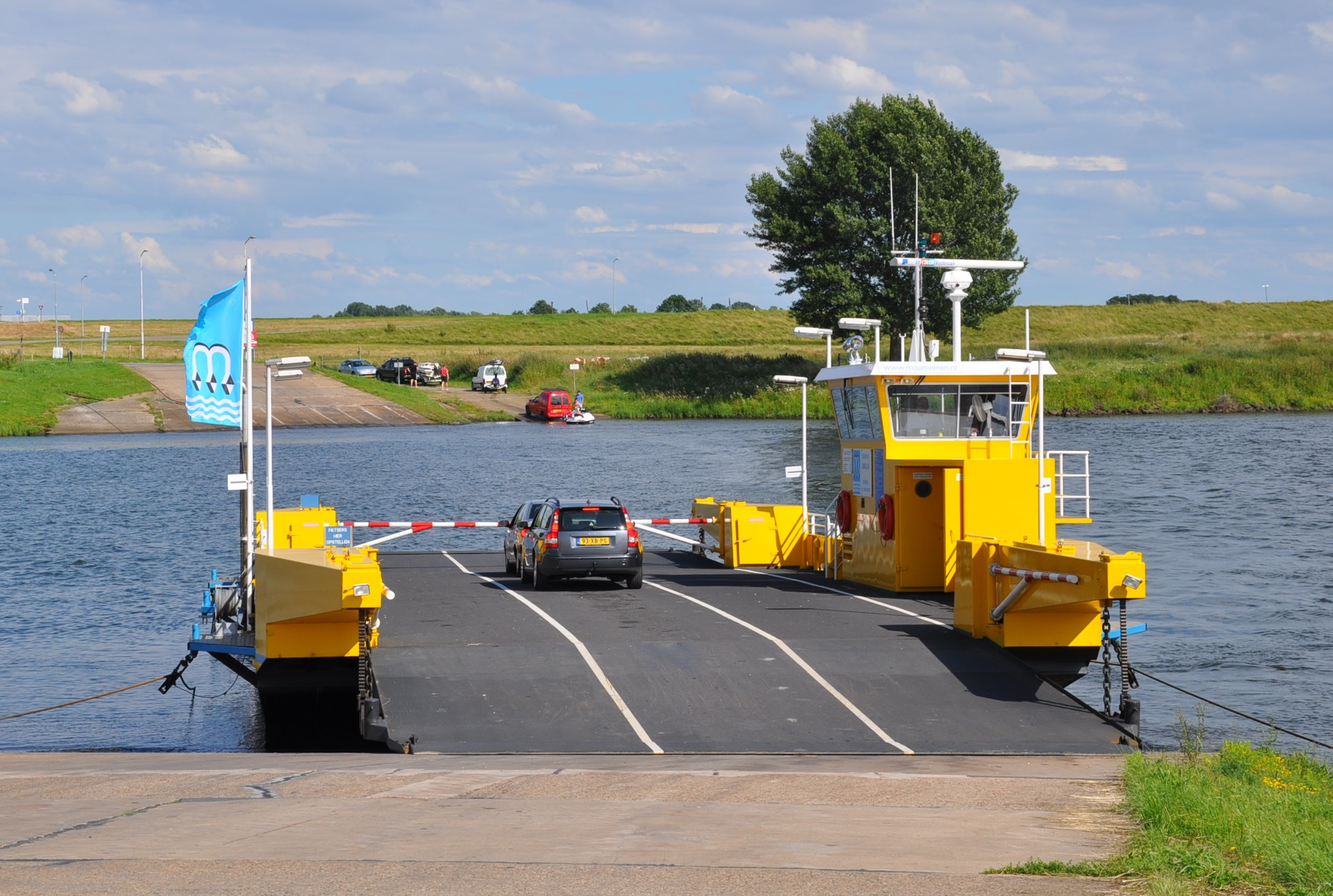
Ferry sur la Meuse

Alem est situé sur la rive droite de la Meuse, sur une presqu'île entre le fleuve et l'un de ses anciens méandres. Seul un isthme relie Alem au reste du Bommelerwaard, dont le village fait partie depuis la canalisation de ce tronçon de la Meuse dans les années 1930.
Avant la canalisation, Alem était situé sur la rive gauche, à l'intérieur d'un grand méandre et faisait alors partie du Brabant-Septentrional, dans la commune d'Alem, Maren en Kessel. La canalisation de la Meuse a coupé Alem du reste de la province. Désormais situé sur la rive droite du fleuve, Alem est passé en Gueldre, dans le Bommelerwaard. Ce n'est qu'en 1958 que l'ancienne commune d'Alem, Maren en Kessel, désormais traversée par la Meuse fut séparée en deux : Alem a été ajouté à Maasdriel, Maren et Kessel à Lith.
La première mention d'Alem date de 1107. Le nom est composé de deux éléments germaniques : le premier, aa, signifiant eau ; le deuxième heim signifiant lieu habité.
L'église Saint-Hubert date de 1873. C'est un exemple précoce du style néogothique.
En 1954, une pierre votive est découverte à Alem,. Elle mentionne la déesse Exomna. Elle est déposée au musée d'histoire et d'art Musée Het Valkhof (nl) à Nimègue.
Au 1er janvier 2007, le village d'Alem comptait 666 habitants.